# 1960 a filmművészetben

## Események
- január 16. – A szakszervezetbe tömörült hollywoodi forgatókönyvírók sztrájkba lépnek. Nyereségrészesedést követelnek filmjeiknek a televízióban való bemutatása után. A Universal Pictures kivételével az összes nagy filmstúdió elutasítja őket, mert forgalmazási nehézségekkel küszködnek. Az év folyamán azonban kénytelenek engedni az írók követeléseinek.
- március 7. – A színészek szakszervezete is sztrájkra szólít fel a televíziós bevételek után. 26 ezer színész szünteti be munkáját. A sztrájkot ismét csak a Universal ússza meg. Április 10-én a többi stúdió is enged. A színészek 3,5%-os nyereségrészesedést kapnak filmjeik televíziós jogai után.
- március 29. – New Yorkban bezár a 6000 személyes Roxi mozi
- július 19. – A Warner Bros. 50%-os nyereségrészesedés fejében eladják 112 korábban gyártott filmük televíziós sugárzási jogát.
- december 6. – Az amerikai kormány eljár az olyan filmforgalmazó cégek ellen, amelyek üzletvitele vét a monopóliumokat korlátozó törvények ellen.
- Nyugat-Európában is megjelennek az autósmozik.

## Külföldi filmek
1. Psycho – rendező Alfred Hitchcock
2. Egy asszony meg a lánya (La ciociara) - rendező Vittorio De Sica
3. Rómában éjszaka volt (Era notte a Roma) - rendező Roberto Rossellini
4. Orfeusz testamentuma (Le testament d’Orphée) francia film, rendezte Jean Cocteau
5. Austerlitz francia–olasz film, rendezte Abel Gance
6. Az ördög szeme (Djävulens öga) - rendező Ingmar Bergman
7. Keresztesek (Krzyżacy) lengyel film Henryk Sienkiewicz regényéből, rendezte Alexander Ford
8. Matteo Falcone azeri film, rendezte Tofig Taghizade

## Magyar filmek
- Alázatosan jelentem – rendező Szemes Mihály
- Az arcnélküli város – rendező Fejér Tamás
- Az eladás művészete – rendező Jancsó Miklós
- Fapados szerelem – rendező Máriássy Félix
- Fűre lépni szabad – rendező Makk Károly
- Hosszú az út hazáig – rendező Máriássy Félix
- Három csillag – rendező Jancsó Miklós
- Az idő kereke – rendező Jancsó Miklós
- Karlovy Vary-i Filmfesztivál – rendező Palásthy György
- Kálvária – rendező Mészáros Gyula
- Két emelet boldogság – rendező Herskó János
- Légy jó mindhalálig – rendező Ranódy László
- A megfelelő ember – rendező Révész György
- A Noszty fiú esete Tóth Marival – rendező Gertler Viktor
- Plakátragasztó – rendező Szabó István
- Rajtunk is múlik – rendező Mészáros Márta
- Rangon alul – rendező Bán Frigyes
- Egy régi villamos – rendező Palásthy György
- Szerkezettervezés – rendező Jancsó Miklós
- Egy TSZ elnökről – rendező Mészáros Márta
- Az utolsó pillanat – rendező Mihályfi Imre
- Virrad – rendező Keleti Márton
- Az óriás – rendező Rényi Tamás
- Az őszibarack termesztése – rendező Mészáros Márta
- Útinapló – rendező Bacsó Péter

## Díjak, fesztiválok
Oscar-díj (április 4.)
- Film:Ben-Hur
- rendező: William Wyler – Ben-Hur
- férfi főszereplő: Charlton Heston – Ben-Hur
- Női főszereplő: Simone Signoret – Hely a tetőn
- Külföldi film: Fekete Orpheusz – Marcel Camus

1960-as cannes-i filmfesztivál
Berlini Nemzetközi Filmfesztivál (június 24-július 5)
- Arany Medve: A salamancai kópé
- rendező: Jean-Luc Godard – Kifulladásig
- Férfi főszereplő: Fredric March – Aki szelet vet
- Női főszereplő: Juliette Mayniel – A búcsú

Velencei Nemzetközi Filmfesztivál (augusztus 24-szeptember 7)
- Arany Oroszlán: A Rajnán túl – André Cayatte
- Férfi főszereplő: John Mills – A dicsőség hangja
- Női főszereplő: Shirley MacLaine – Legénylakás

## Születések
- január 1. – Dawn Mazzella, amerikai színésznő
- január 12. – Oliver Platt, színész
- január 13. – Kevin Anderson, színész
- február 28. – Dorothy Stratten, kanadai színésznő († 1980)
- április 6. – Kamondi Zoltán, filmrendező
- május 24. – Kristin Scott Thomas, színésznő
- május 31. – Chris Elliott, színész
- augusztus 10. – Antonio Banderas, spanyol színész
- augusztus 17. – Sean Penn, színész
- szeptember 9. – Hugh Grant, színész
- október 5. – Daniela Merlo, színésznő, producer
- november 11. – Stanley Tucci, színész, rendező
- december 3. – Daryl Hannah, színésznő
- december 3. – Julianne Moore, színésznő

## Halálozások
- január 3. – Victor Sjöström, svéd színész és rendező
- január 20. – Matt Moore, színész
- február 3. – Fred Buscaglione, olasz színész
- november 5. – Mack Sennett, producer, rendező
- november 16. – Clark Gable, színész

## Filmbemutatók
- A hét mesterlövész (The Magnificent Seven) – rendező John Sturges – főszereplő Yul Brynner, Eli Wallach, Steve McQueen, Charles Bronson, Brad Dexter, Robert Vaughn, James Coburn és Horst Buchholz
- Kifulladásig (À bout de souffle) – rendező Jean-Luc Godard
- Alamo (The Alamo) – rendező John Wayne – főszereplő John Wayne
- A kaland (L’avventura) – rendező Michelangelo Antonioni – főszereplő Monica Vitti, Gabriele Ferzetti
- Modern kaméliás hölgy (Butterfield 8) – rendező Daniel Mann – főszereplő Elizabeth Taylor
- Cimarron (Cimarron) – rendező Anthony Mann – főszereplő Glenn Ford és Maria Schell
- Az istennő (Devi) – rendező Satyajit Ray – főszereplő Chhabi Biswas
- Az édes élet (La dolce vita) – rendező Federico Fellini – főszereplő Marcello Mastroianni, Anita Ekberg, Anouk Aimée
- Elmer Gantry (Elmer Gantry) – rendező Richard Brooks – főszereplő Burt Lancaster, Jean Simmons
- Exodus (Exodus) – rendező Otto Preminger – főszereplő Paul Newman, Eva Marie Saint, Lee J. Cobb
- Lángoló csillag (Flaming Star) – rendező Don Siegel – főszereplő Elvis Presley
- Katonablues (G.I. Blues) – rendező Norman Taurog – főszereplő Elvis Presley
- Aki szelet vet (Inherit the Wind) – rendező Stanley Kramer – főszereplő Spencer Tracy, Gene Kelly
- Rocco és fivérei (Rocco e i suoi fratelli) – rendező Luchino Visconti – főszereplő Alain Delon, Claudia Cardinale, Annie Girardot
- Boldog élet (Che gioia vivere) – rendező René Clément – főszereplő Alain Delon, Ugo Tognazzi
- Ragyogó napfény (Plein soleil) – rendező René Clément – főszereplő Alain Delon, Maurice Ronet
- Spartacus – rendező Stanley Kubrick – főszereplő Kirk Douglas, Laurence Olivier, John Gavin, Jean Simmons, Charles Laughton, Peter Ustinov, és Tony Curtis.
- A Robinson család (Swiss Family Robinson) – rendező Ken Annakin – főszereplő John Mills, Dorothy McGuire
- 13 Ghosts – rendező William Castle
- Szűzforrás (Jungfrukällan) – rendező Ingmar Bergman – főszereplő Max von Sydow, Birgitta Valberg
- Ahol a fiúk vannak (Where The Boys Are) – rendező Henry Levin, főszereplő Dolores Hart, George Hamilton
- A dicső tizenegy (Ocean’s 11) - rendező Lewis Milestone,  főszereplő Frank Sinatra, Sammy Davis Jr.
- Legénylakás (The Apartment) - rendező Billy Wilder, főszereplő Jack Lemmon és Shirley MacLaine
- Ilyen hosszú távollét (Une aussi longue absence) - rendező Henri Colpi
- Zazie a metrón (Zazie dans le métro) - rendező Louis Malle
- Lőj a zongoristára (Tirez sur le pianiste) - rendező François Truffaut, főszereplő Charles Aznavour
- A kutyás hölgy (Dama sz szobacskoj) - rendező Joszif Hejfic
- Kopár sziget - rendező Sindó Kaneto
- Matróz a rakétában - rendező Robert Asher